# Карелка (деревня)
Карелка — деревня в Оленинском муниципальном округе Тверской области.

## География
Находится в юго-западной части Тверской области на расстоянии приблизительно 12 км на запад-северо-запад по прямой от административного центра округа поселка Оленино.

## История
Была отмечена еще на карте 1825 года. В 1859 году здесь (тогда деревня Ржевского уезда Тверской губернии) было учтено 9 дворов, в 1939 — 36. До 2019 года входила в состав ныне упразднённого Мостовского сельского поселения.

## Население
Численность населения: 89 человек (1859 год), 9 (русские 100 %) в 2002 году, 6 в 2010.